# Samed, el duende mágico
Samed, el duende mágico (おねがい!サミアどん Onegai! Samia-don?) es un anime japonés que fue transmitido desde el 2 de abril de 1985 al 4 de febrero de 1986, con un total de 78 episodios producidos. Este anime está basado en la novela de 1902 “Cinco niños y ésto” de la escritora inglesa Edith Nesbit.
En América Latina y en España la serie fue conocida como Samed, el duende mágico ("Psammead, el duende mágico") y en Francia y Quebec como Sablotin. En el mundo árabe, que era conocido como Moghamarat Samid ("Las aventuras de Samid").

## Argumento
El anime transcurre en los suburbios de Londres, Inglaterra y gira en torno a cuatro niños en lugar de cinco a diferencia de la novela. Tres de los niños (Sil, Robert y Jane) son hermanos, mientras que el cuarto (Ann) es amiga y vecina. Mientras exploraban las minas abandonadas de cal, cercana a sus casas, se encuentran con Samed que en el anime, se describe como un ser de color amarillo con un sombrero azul y es más un ser gruñón y perezoso que travieso. Tiene el poder de conceder cualquier deseo que solo dura hasta la puesta de sol, pero la mayoría de las veces, los deseos ocasionan bastantes líos a quienes lo pidieron.

## Personajes
Samed (サミアどん-Samia Don)
Seiyū: Kiyoshi Kawakubo
El protagonista de la serie. Es un duende de arena de color amarillo con un gran sombrero azul en forma de triángulo, es gruñon y perezoso pero de muy buen corazón. No se sabe cuál es su edad exacta, aunque ha dicho que tiene miles de millones de años, su comida favorita son los neumáticos y se los come incluso estando los vehículos en movimiento, detesta el agua y los niños llorones, ya que si llega a tener contacto con alguna sustancia líquida, morirá. Vive en las minas abandonadas de cal y tanto los hermanos Turner como Ann, le van a pedir deseos que duran un día hasta la llegada del atardecer y que en algunas ocasiones, no tienen el resultado esperado, metiendo en problemas a quienes lo pidieron.
Sil Turner (シル・ターナー - Shiru tānā )
Seiyū: Taku Takemura
Es el mayor de los hermanos Turner. Es un chico de 13 años que durante toda la serie, está enamorado de su vecina Ann. Pero discute con Samed y le molesta que el duende se fije en ella. En una oportunidad Samed le robó un beso e inmediatamente Sil se le fue encima. En otro episodio se convirtió en Ann solo para desalentar a Michael, un chico popular en la escuela que había mostrado interés en ella. En los últimos episodios y después de que Samed, que con su magia transformó a una gata en humana para enamorar a Sil, Ann se pone celosa y se da cuenta de que está enamorada de él y terminan siendo novios.
Robert Turner (ロバート・ターナー - Robāto tānā)
Seiyū: Kasuyo Aoki
Es el segundo de los hermanos Turner. Tiene 11 años, es gordito y le gusta mucho comer y descansar. Es bastante tranquilo y generalmente no hace mucho ejercicio. Tiene buen carácter y se lleva muy bien con su hermana Jane, que es mucho más lista que él. Su deporte preferido es sentarse a pescar. Robert es muy fuerte, aunque pocas veces usa su fuerza.
Jane Turner (ジェーン・ターナー - Jēn tānā)
Seiyū: Eri Saito
Es la tercera hermana y única hija de la familia Turner. Tiene 9 años y es una niña caprichosa, llorona, de mal genio, pero a la vez sensible. La mayoría de los deseos que pide son para molestar a Helen, una compañera de clases que siempre le saca en cara su riqueza. Es la que más critica los deseos que concede Samed y generalmente discute con él o con Sil. Casi siempre rompe en llanto (de manera escandalosa) cuando no salen las cosas como ella quiere y Samed huye de ella por temor a que sus lágrimas mojen sus bigotes, pero en si, es bondadosa y cariñosa. Le gusta mucho jugar y pasar el tiempo con sus hermanos. A pesar de ser menor que ellos, no se deja nunca manipular.
Babe Turner (チビ - Chibi)
Seiyū: Yumi Miyake
Es el menor los hermanos Turner. Es un bebé de 2 años y sus apariciones son cuando debe ser cuidado por sus hermanos, que terminan en verdaderos desastres. Le gusta mucho jugar con Samed (aunque sea un poco violento con él). Al duende le agrada el niño, pero huye de él porque generalmente lo aprieta o tira de sus bigotes. Siempre anda con una mamadera, al que Samed le teme, porque contiene líquido.
Ann Hopkins (アン・ホプキンス - An hopukinsu)
Seiyū: Yōko Asagami
Es vecina y amiga de la familia Turner y única hija del Sr. Hopkins. Es una bonita adolescente de 14 años que tiene un buen carácter, además de ser cariñosa y trata al duende llamándolo "Samedcito". Samed y en especial Sil, están enamorados de ella. En un capítulo, Sil adquiere su figura solo para desalentar a Michael, un chico que estaba interesado en ella y también es apegada a Jane a quien acompaña algunas veces, como cuando viajaron a Londres para que Jane pudiera participar en un concurso de danza. Ann siempre está pendiente de su padre y parte de los deseos que ella pide a Samed es para que él se sienta bien, como cuando Samed trajo al mejor panadero solo para que su padre comiera un buen pan. En los últimos episodios y cuando Samed convirtió a una gata en humana para que esta se enamorara de Sil, comienza a interesarse en él y terminan siendo novios.
Harry (ハリー - Harī)
Seiyū: Yoshiko Asai
Es un chico intelectual de 13 años que vive apoyado sobre el puente que cruza el río cercano a la casa de la familia Turner leyendo un libro. Es muy antipático y siempre anda alardeando lo inteligente que es cuando habla de su futuro. Ignora el secreto de los chicos respecto al duende mágico y siempre que Samed utiliza su magia, Harry se percata de que pasa algo extraño y trata de comprender lo imposible, planteando sus hipótesis, haciendo sus cálculos y tratando de darle una explicación científica a los hechos, pero no lo logra. Su madre está orgullosa de él y solo se emociona cuando piensa que puede ganar algún reconocimiento como el premio Nobel. Un gag recurrente en la serie es cuando Harry cae al agua desde el puente al momento de querer ver en detalle los hechos que suceden producto de la magia de Samed. 
Señora Turner (ママ- Mama)
Seiyū: Kiyoko Shibata
Es la madre de Sil, Robert, Jane y Babe. Tiene 38 años y es ama de casa al igual que se ocupa de cuidar a Babe. Los chicos le ocultan el secreto del duende y eso les trae problemas, como cuando la madre reprende a Sil por tirar al piso los alimentos del refrigerador debido a que Samed se había metido allí porque tenía calor o cuando reprende a Jane por salir con la abuela enferma y que en realidad era Samed disfrazado.
Señor Turner (パパ - Papa)
Seiyū: Takashi Nakamura
Es el padre de Sil, Robert, Jane y Babe. Tiene 40 años y no es frecuente verlo en la serie ya que siempre está trabajando o conduciendo un Ford Transit como vehículo familiar (que tiene la matrícula "A649 CAT") mientras los chicos tienen sus aventuras. En un capítulo él estaba apesadumbrado porque al salir a trabajar un perro le había estropeado la llanta de su auto y temía perder su empleo.
Abuela Turner (おばあちゃん - O bāchan)
Seiyū: Aoko Tomoe
Es la abuela de Sil, Robert, Jane y Babe y quien sufre de reumatismo. Tiene 65 años y es muy cariñosa con sus nietos. En un capítulo ella estaba enferma y Samed la envió a tomar sol en una de las playas de la Costa Azul. La mayoría de sus apariciones, son recordando algún evento de joven que le trae felicidad y que en especial Jane y Ann, quieren replicar con la ayuda de Samed, pero no con el resultado esperado.

Samia (サミ子 - Samiko)
Seiyū: Keiko Han
Es un duende femenino que al igual que Samed, tiene miles de millones de años. La mayoría de sus apariciones, están relacionadas con que Samed le pida matrimonio ya que está enamorada de él.

## Temas musicales
(Inicio) Es Momento de Fantasía" (Shunkan toki wa fantajī-瞬間ときはファンタジー) Interpretado por Yōko Nagayama
(Intermedio) Anata-iro WEEKLY (あ・な・た・色 ＷＥＥＫＬＹ) Interpretado por Kofumi Chiba
(Cierre) "Sentimientos de Media luna" (Hāfumūn no kimochi-ハーフムーンの気持ち) Interpretado por Yōko Nagayama